# Oecetis curta
Oecetis curta là một loài Trichoptera trong họ Leptoceridae. Chúng phân bố ở miền Australasia.